# Ctenochaetus cyanocheilus
Ctenochaetus cyanocheilus е вид бодлоперка от семейство Acanthuridae. Видът не е застрашен от изчезване.

## Разпространение и местообитание
Разпространен е в Австралия, Американска Самоа, Бруней, Вануату, Виетнам, Гуам, Източен Тимор, Индонезия, Кирибати (Гилбъртови острови и Феникс), Малайзия, Малки далечни острови на САЩ (Лайн, Остров Бейкър, Уейк и Хауленд), Маршалови острови, Микронезия, Науру, Нова Каледония, Палау, Папуа Нова Гвинея, Параселски острови, Самоа, Северни Мариански острови, Сингапур, Соломонови острови, Острови Спратли, Токелау, Тонга, Тувалу, Уолис и Футуна, Фиджи, Филипини и Япония.
Обитава пясъчните дъна на морета и рифове. Среща се на дълбочина от 1 до 29 m, при температура на водата от 25,7 до 29 °C и соленост 34,1 – 35,4 ‰.

## Описание
На дължина достигат до 16 cm.
Популацията на вида е стабилна.